# Hostert (Rambruch)
Hostert (luxemburgisch Hueschtertⓘ) ist eine Ortschaft in der Gemeinde Rambruch im Kanton Redingen im Großherzogtum Luxemburg.

## Lage
Hostert liegt an der Nationalstraße 23, Nachbarorte sind Folscheid im Osten, Nagem im Süden und Rambruch im Norden.

## Allgemeines
Hostert ist eine der größeren Ortschaften der Gemeinde und mit dem benachbarten Folscheid nahezu zusammengewachsen. Einzige Sehenswürdigkeit ist die Michaelskirche, die nach  Plänen von Antoine Hartmann 1890/91 erbaut wurde.